# Torre Atalaya de Agres
La torre Atalaya (en valenciano, torre Talaia), también conocida como torre de l'Alcúdia, es una fortificación medieval en el municipio alicantino de Agres (España). De origen árabe, forma parte del complejo militar del cercano castillo de Agres. Desde el 10 de junio de 1997 es un Bien de interés cultural, con registro ministerial R-I-51-0009949.

## Historia
Durante el período árabe de la península ibérica se construyeron diferentes construcciones militares a lo largo del Levante español. En la sierra de Mariola se erigió la torre Atalaya junto a otras estructuras como el castillo de Bañeres. Su funcionalidad fue la de torre vigía dentro del ámbito del propio castillo de Agres. Funcionaba como puesto de control y de vigía en el camino hacia el castillo de la localidad. Esta atalaya se comunicaba con la fortaleza principal a través de la actualmente desaparecida torreta Alta —que se encontraba en la calle del pueblo homónima— puesto que no tenía contacto visual directo.
Otras fuentes apuntan a que no estaba relacionada de forma directa con el castillo de Agres. La estructura no aparece citada en ningún documento escrito de la época. Sin embargo, se ha datado su origen en el siglo XI debido a los hallazgos de cerámica que corresponden a ese período. En su cara meridional se encontraron «indicios de un derribo intencionado», provocado posiblemente por la adhesión de un edificio a la torre durante el siglo XVIII.

## Descripción
La torre se encuentra sobre un cerro junto al barranco de Garlí, a un kilómetro al oeste del núcleo poblacional de Agres. Presenta una planta cuadrangular, con siete metros a cada lado y más de veinte metros de largo en su flanco mayor, y preserva una altura aproximada de ocho metros. Cuenta con un zócalo con aparejo de mampostería y mortero irregular. La parte superior está dispuesta mediante tapias con una mezcla de mortero de cal y arena, de unos ochenta centímetros de altitud.
En la actualidad la torre está parcialmente destruida en su cara sur, a su vez que presenta el contorno dañado. La estructura interior está desprovista de forjados. En su lado oeste muestra un hueco que pudo haber sido su punto de acceso, ya que se encuentra a una altura considerable respecto al terreno. Su estado de conservación se considera deficiente.